# Diriyah
Diriyah (arabsky الدرعية‎) je město v Saúdské Arábii ležící na severozápadním okraji Rijádu. Dnes je sídelním místem provincie Rijád.
Na území města se nachází čtvrť at-Turaif, která byla mezi lety 1744 až 1818 původním sídlem dynastie Saúdů. At-Turaif je od roku 2010 zapsána na seznam světového dědictví UNESCO.